# Prieuré hospitalier de Bourganeuf
Le prieuré hospitalier de Bourganeuf, aussi appelé château de Bourganeuf est un prieuré de l'ordre de Saint-Jean de Jérusalem. C'est le prieuré de la langue d'Auvergne qui prend la suite de celui de Lureuil. Il est prieuré vers 1530 jusqu'en 1787 avant que celui-ci soit transféré à Lyon par le prieur Amable de Villelume de Thianges.
Le prieuré hospitalier de Bourganeuf est situé au cœur de la ville de Bourganeuf, dans le département de la Creuse, région Nouvelle-Aquitaine.
Bourganeuf conserve pourtant d'importants vestiges de ce prieuré : les bâtiments conventuels (devenus l'actuel hôtel de ville), une tour construite par Jean de Lastic en 1530, l'église Saint-Jean (XIIe – XVe siècle), mais surtout la célèbre tour Zizim.

## Historique
L'origine hospitalière et l'existence de Bourganeuf, qui n'a jamais fait partie des anciens biens de l'ordre du Temple dévolus aux Hospitaliers, sont attestées depuis au moins 1310. Frère Aimery Marchès (ou Marchais) apparaît dans une charte datée du 13 octobre 1310 avec le titre de commandeur de Bourganeuf et de Breuilaufa. On voit encore ce même commandeur en 1317 qui est présent avec cinq autres frères du prieuré d'Auvergne lorsque le pape Jean XXII décide de réorganiser la langue de France en créant le grand prieuré d'Aquitaine et celui de Champagne.
Bourganeuf fut, pendant plusieurs siècles, chef-lieu de la langue d'Auvergne, l'une des huit langues ou « nations » qui composaient l'Ordre. Le bailli de la langue d'Auvergne avait le statut de grand maréchal, commandant de la puissante armée qui constitue l'Ordre.

## La commanderie
Ce château et l'église attenante sont les restes du prieuré construit dans cette région par les Hospitaliers. Du prieuré subsistent trois tours et une partie du mur d'enceinte reliant entre elles deux des trois tours. La tour du Presbytère, ou tour de Lastic porte le nom de l'un des grands maîtres de l'Ordre.
Le château avait pour principal vocation d'héberger les voyageurs, les pèlerins et permettaient d'hospitaliser les malades selon la vocation des chevaliers et moines hospitaliers.

## Le prieuré
En 1367[réf. nécessaire], la résidence devient le siège du grand prieuré d'Auvergne.
La tour Zizim fait partie de cet ensemble défensif, bien que sa construction ait eu lieu plus de 300 ans après l'édification du corps principal du château. Cette tour se compose d'un rez-de-chaussée, de quatre étages en maçonnerie et d'un étage de combles où se trouvent les mâchicoulis. Son appellation provient du prince Osmanli Djem que les historiens occidentaux ont appelé Zizim. En mai 1481, à la mort de l'empereur ottoman Mehmed II, le conquérant de Constantinople (1453), ses deux fils, Djem (turc : Cem) et Bajazet II, se disputent le pouvoir. Défait à deux reprises, Djem se met sous la protection des Hospitaliers de Saint-Jean de Jérusalem à Rhodes. Il est reçu par le grand maître Pierre d'Aubusson le 30 juillet 1482. Traité avec déférence, mais en otage, il est conduit, sous la garde de Guy de Blanchefort, devenu grand maître de la Langue d'Auvergne depuis 1476, dans le comté de Nice, dans le Dauphiné, et enfin à Bourganeuf où il restera en captivité de 1486 à 1488 dans la tour construite à son intention. Djem quitte Bourganeuf le 10 novembre 1488 pour être remis au pape Innocent VIII.

## L'église
L'église est reliée aux constructions du prieuré. Elle se composait primitivement d'un seul vaisseau comprenant quatre travées dont les deux premières formaient la nef, et la dernière constituait le chœur. Sur l'entrée s'élève un clocher avec une tourelle d'escalier. La première travée, celle portant le clocher, est couverte par une coupole. Les trois autres travées sont voûtées en ogive sur nervures. Tout cet ensemble date du XIIe siècle. À la fin du XVe siècle, des chapelles furent construites sur les côtés de la nef. À la même période, fut construit sur le côté nord du chœur deux étages servant de sacristie.

## Architecture
Les éléments protégés sont les restes du château (classement par arrêté du 2 juin 1911).
À présent, le château abrite la mairie de Bourganeuf ainsi que le cinéma Le Régent.

## Galerie

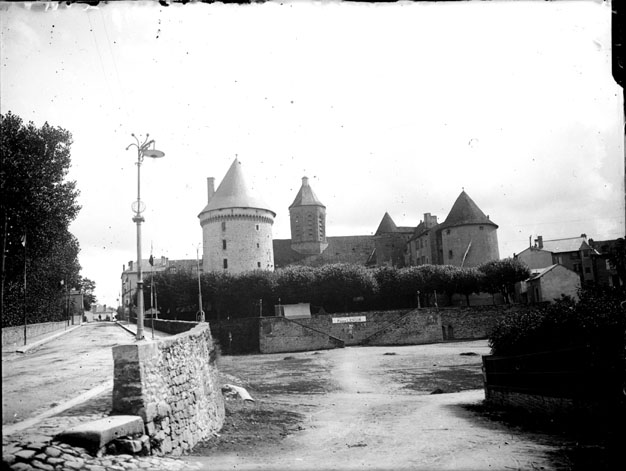
À l'arrière, le château de Bourganeuf, juillet 1909.
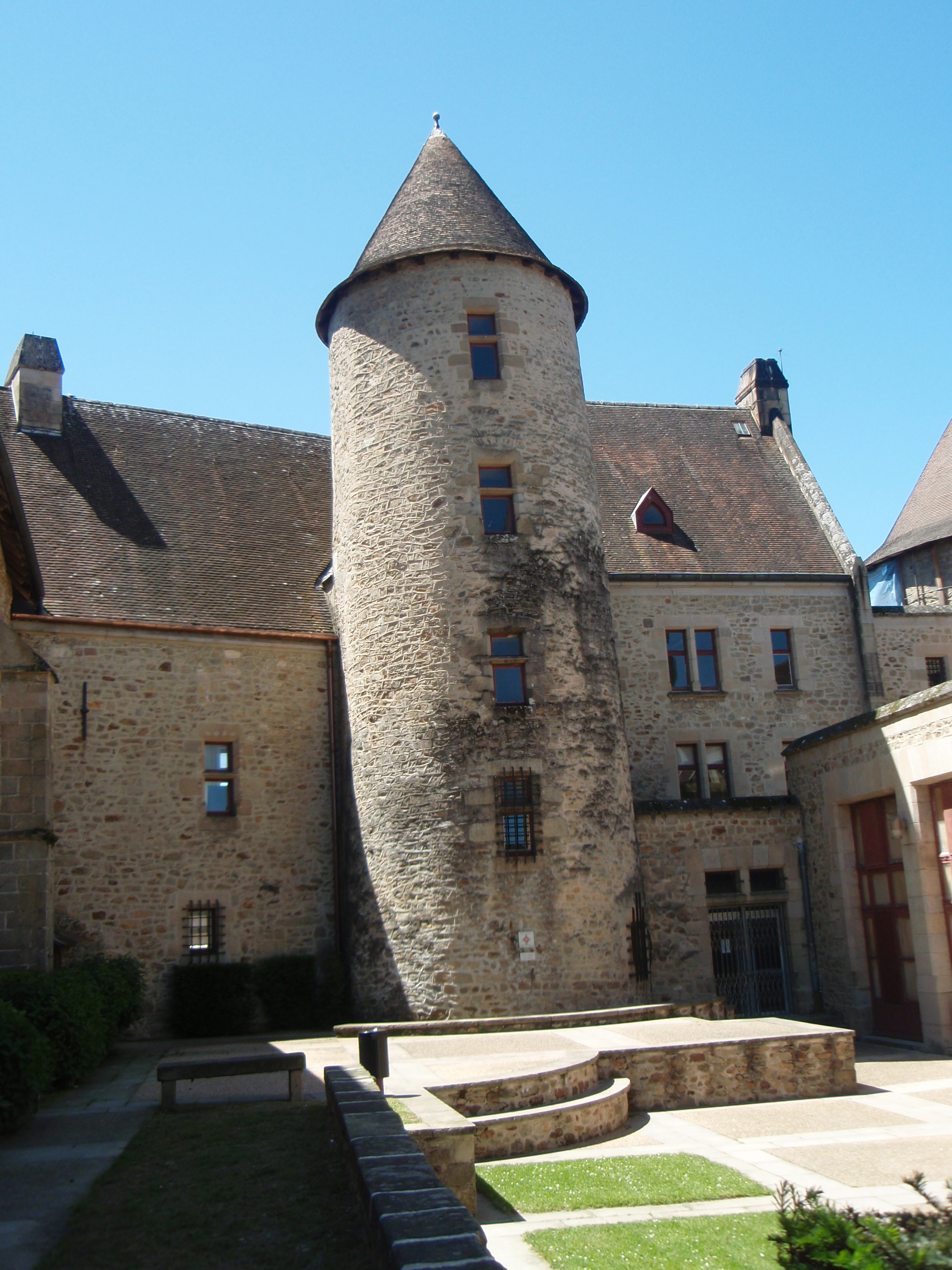
La tour de l'escalier (2009).

### Pages externes
- Ensemble château-église-tour zizim (2012) sur flickr.com
- Intérieur de la cour du château (2019) sur flickr.com